# Haplochromis mandibularis
Haplochromis mandibularis är en fiskart som beskrevs av Greenwood 1962. Haplochromis mandibularis ingår i släktet Haplochromis och familjen Cichlidae. IUCN kategoriserar arten globalt som otillräckligt studerad. Inga underarter finns listade i Catalogue of Life.